# Stazione di San Giovanni di Casarsa
Stazione di San Giovanni di Casarsa vasútállomás Olaszországban, Casarsa della Delizia településen.

## Vasútvonalak
Az állomást az alábbi vasútvonalak érintik:
- Casarsa–Portogruaro-vasútvonal

## Kapcsolódó állomások
A vasútállomáshoz az alábbi állomások vannak a legközelebb:
- Stazione di San Vito al Tagliamento
- Stazione di Casarsa